# بروس ستيوارت (كاتب نيوزيلندي)
بروس ستيوارت (بالإنجليزية: Bruce Stewart)‏ هو كاتب سيناريو نيوزيلندي، ولد في 4 سبتمبر 1925، وتوفي في 29 سبتمبر 2005.

## وصلات خارجية
- بروس ستيوارت على موقع IMDb (الإنجليزية)
- بروس ستيوارت على موقع ديسكوغز (الإنجليزية)
- بروس ستيوارت على موقع قاعدة بيانات الفيلم (الإنجليزية)